# Cyclophora pulcherrimata
Cyclophora pulcherrimata là một loài bướm đêm trong họ Geometridae.